# Drogen
Drogen – dzielnica miasta Schmölln w Niemczech, w kraju związkowym Turyngia, w powiecie Altenburger Land. Do 31 grudnia 2018 gmina, wchodzą w skład wspólnoty administracyjnej Altenburger Land.